# Juan Pérez de Tudela y Bueso
Juan Pérez de Tudela y Bueso (Madrid, 26 de gener de 1922 - 26 de novembre de 2004) fou un historiador espanyol, director de l'Instituto Gonzalo Fernández de Oviedo del CSIC i acadèmic de la Reial Acadèmia de la Història.

## Biografia
El 1949 es va llicenciar en història a la Universitat Complutense de Madrid amb premi extraordinari i el 1954 es va doctorar amb la tesi Las Armadas de Indias y los Orígenes de la Política de Colonización. A finals de la dècada de 1960 fou catedràtic d'història moderna de la Universitat Complutense de Madrid i s'especialitzà en la colonització hispana d'Amèrica, concretament entre la controvèrsia entre Bartolomé de las Casas i Gonzalo Fernández de Oviedo. El 1972 fou nomenat acadèmic de la Reial Acadèmia de la Història i més tard fou director de l'Instituto Gonzalo Fernández de Oviedo del CSIC.
També ha estat membre d'honor de l'Instituto de Cultura Hispánica i acadèmic de mèrit de l'Acadèmia Portuguesa de la Història, comportant-se com a nexe d'unió de les acadèmies d'Espanya i Amèrica Llatina. Va morir després d'una llarga malaltia.

## Obres
- El horizonte teologal en el ideario de Las Casas, 1975
- Obras escogidas de Fray Bartolomé de Las Casas, 1958
- Colección Documental del Descubrimiento (1470-1506), 1994
- De guerra y paz en las Indias, Real Academia de la Historia, 1999. ISBN 84-89512-37-X
- La Historia rerum ubique gestarum del Papa Pío II y el descubrimiento de América: estudio crítico de Juan Pérez de Tudela sobre el original conservado en la Biblioteca Colombina de Sevilla, Madrid : V Centenario, 1993. ISBN 84-86290-39-2
- Imago mundi, del cardenal Pedro d'Ailly y Juan Gerson, Madrid : Testimonio, 1991. ISBN 84-86290-31-7
- Tratados de Tordesillas amb José Manuel Ruiz Asencio i Tomás Marín Martínez. Madrid : Testimonio, 1990. ISBN 84-86290-27-9
- Cristóbal Colón: una historia nueva del Descubrimiento amb Eberhard Schlotter, Alicante : Rembrandt, D.L. 1989. ISBN 84-85284-28-3
- Batallas y quinquagenas amb Gonzalo Fernández de Oviedo i José Amador de los Ríos, Real Academia de la Historia, 1983. ISBN 84-89512-62-0
- Mirabilis in altis: estudio crítico sobre el origen y significado del proyecto descubridor de Cristóbal Colón, Consejo Superior de Investigaciones Científicas, CSIC, 1983. ISBN 84-00-05485-7